# Punk gaélique
Genres dérivés
Anarcho-punk
Le punk gaélique, punc Gàidhlig en gaélique écossais, ou Gaelic punk en anglais, est un sous-genre musical du punk rock regroupant des groupes chantant en gaélique écossais pour préserver et développer cette langue minoritaire. Le terme est aussi utilisé pour décrire l'influence de la musique celtique du groupe The Pogues. D'autres groupes se revendiquent ce style de punk comme Flogging Molly, Real McKenzies et Dropkick Murphys qui, tout en chantant en anglais, utilise des instruments gaéliques traditionnels comme la cornemuse et le violon.
Le punk gaélique attire l'attention des médias, sur des chaînes en gaélique et en anglais en Écosse, avec des reportages sur des groupes comme Oi Polloi et Mill a h-uile rud, qui se lancent dans l'écriture et l'enregistrement en langue écossaise.
Les Gaels parlent de « punc Gàidhlig » (punk gaélique) et non de « punc Gàidhealach » (punk gael), soulignant ainsi l'importance de la langue comme support d'expression.

## Histoire
Si Runrig est le plus connu des groupes de rock gaélique, l'histoire de ce genre musical est également marqué par d'autres groupes chantant en écossais tel que Ultravox. Toutefois, pendant longtemps, le punk gaélique est considéré comme une simple variété du folk rock gaélique. Le premier album de Runrig, Play Gaelic, sorti en 1978 est considéré comme le premier album notable de musique au langage écossais et gaélique.
Le punk gaël (« punc Gàidhealach ») quant-à lui nait peu après le punk anglais. Une compilation intitulée "Sad day we left the croft", sortie dans les années 80s, rassemble les chansons de quelques groupes punks de Steòrnabhagh.

On y trouve:
Face A

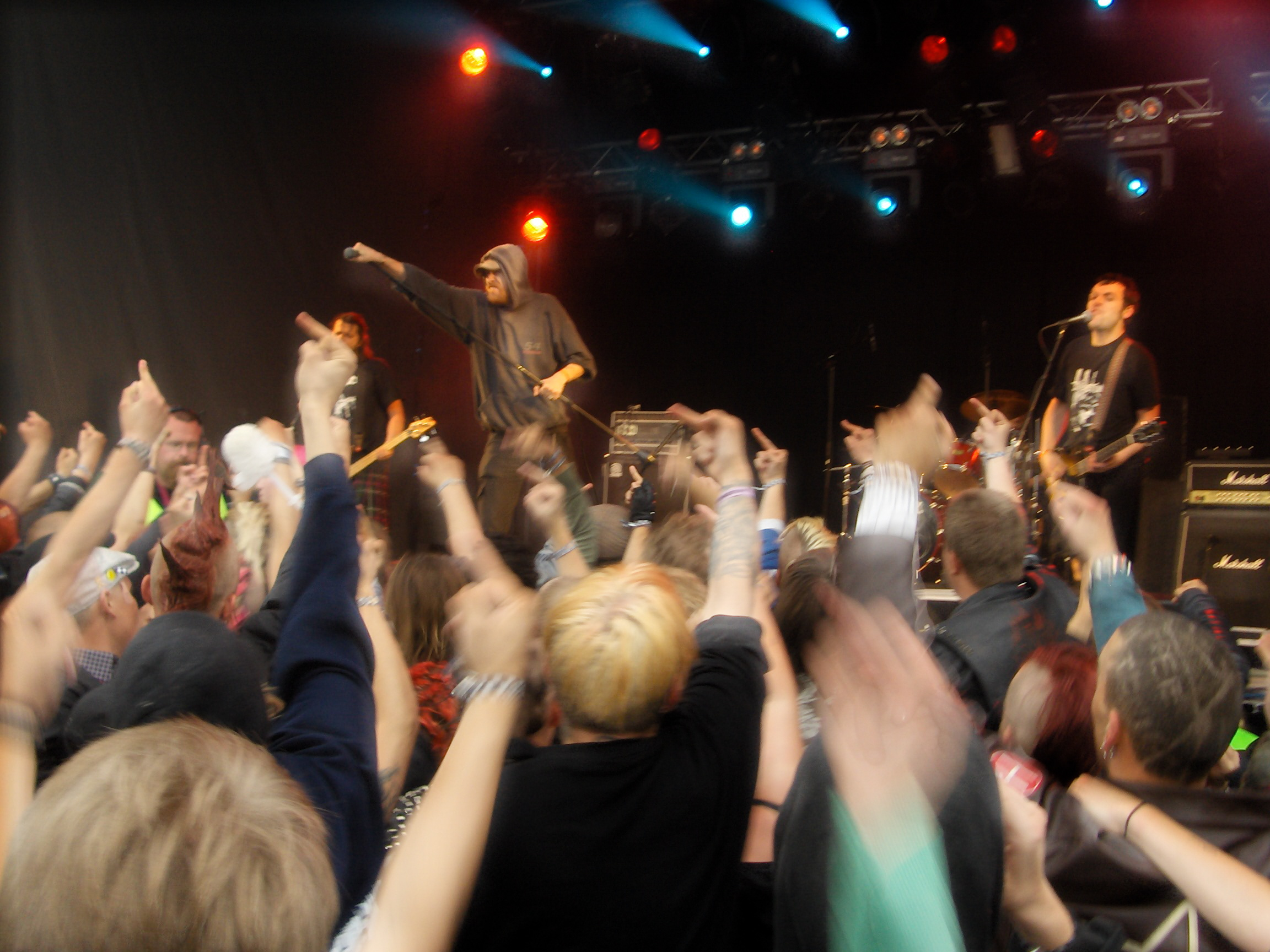
Oi Polloi, premier groupe de punk à avoir enregistré un titre en gaélique écossais.

- Living (in the world today) - par Noise Annoys
- Treatment - par The Rong
- River Creed - par the Bland
- Deep down inside - par Addo
- Paradise - par The Subjects
- First Year Fear - Bruce Wyane Band

Face B
- Love or Lost? - par Dirty Girls
- Union Jack - par The Rong
- Letters while travelling - par The Bland
- Ocean of love - par Addo
- Coming to save you - par the Subjects
- Nightmares - par Bruce Wayne Band
- New Heroes - par Noise Annoys

Mais bien que les paroles évoquent le context culturel des Hébrides, on ne peut pas encore parler de punk gaélique (« punc Gàidhlig ») car les paroles de ces chansons sont anglaises. Jusque dans les années 1970, parler gaélique en public était mal vu. Le chanteur d'Oi Polloi rapporte qu'à certains endroits, on allait jusqu'à accrocher un crâne humain autour du cou des enfants pris en train de parler le gaélique. C'est en réaction à ce genre de pratiques qu'en 1996, le groupe sort son premier EP entièrement gaélique, pour essayer de rendre sa langue "cool" et "sexy".
Le gaélique fait sa première apparition sur la scène punk lors du festival Edinburgh European City of Punk en 1997. L'événement, relayé par les médias, permet à des groupes de promouvoir la langue écossaise ainsi que d'autres langues minoritaires dans le monde, de manière à préserver la diversité culturelle.
Dans les années 2000, Mill a h-uile rud, un groupe basé à Seattle, aux États-Unis, formé en Écosse, joue de nombreux concerts en Europe. Toutes leurs chansons sont en gaélique. Le groupe participe d'ailleurs au documentaire Ealtainn diffusé sur la chaîne télévisée BBC Alba. Toutefois, bien que la musique et les paroles des chansons des Mill a h-uile rud répondent aux canons du genre musical punk, le mode de vie et la classe sociale des membres du groupe discréditent leur authenticité, le leader, Tim Armstrong, ayant fait ses études au Bowdoin College, un établissement privé qui ne tient pas compte des difficultés financières des étudiants.
Formé en 2018, le groupe Peat and Diesel mélange riffs et rythmique punks, aux ritournelles gaëlles et à l'accordéon folk des cèilidhean écossaises. Contrairement à Tim Armstrong des Mill a h-uile rud, les membres de Peat and Diesel sont tous originaires de Leodhas. Bien que le chanteur-parolier Calum "Boydie" MacLeod chante principalement en anglais écossais, ses chansons sont souvent ponctuées d'expressions gaéliques et ses refrains rappellent les òrain-luaidh et les puirt-à-beul de Steòrnabhagh ("Salt and pepper", "Air do shocair"). Les membres de Peat and Diesel sont tous trois issus de la classe populaire - Boydie est pêcheur, Innes Scott est électrician et Uilleam ‘Uilly’ MacLeod est chauffeur livreur. Aucun d'entre eux n'a les moyens d'abandonner son emploi, ce qui, au départ, leur interdit toute possibilité de se produire hors des Hébrides. Cette authenticité leur garantie un succès immédiat auprès du public gaël.